# Петро Жицький
Петро Жицький — наказний гетьман козацького війська, був одним із найближчих сподвижників славетного гетьмана Петра Сагайдачного.

## Біографія
Належав до белзької шляхти, роду Жицьких гербу Юноша. Біографічних даних його, по суті, не збереглося, але достеменно відомо, що в останні роки життя Сагайдачного наказний гетьман П. Жицький виконував майже всі важливі доручення гетьмана України, водив у похід бойові загони, активно займався державотворчими справами. Під час відомої Хотинської кампанії (1621), в якій Сагайдачний здобув славу видатного полководця і під час якої його було поранено, Петро Жицький став одним із провідних командирів війська. Завоювавши довір'я гетьмана на полі бою, він продовжував підтримувати свою репутацію і в мирні часи.
В легендарно-полемічній праці "Історія Русів", що слугує першоджерелом для всіх сучасних дослідників, прямо говориться, що після повернення з Хотинського походу гетьман Сагайдачний "ніяких інших (походів - Б. С.) сам не розпочинав, а при звичайних і повсякчасних майже тривогах і набігах прикордонних виряджав наказного гетьмана Петра Жицького, i старшин генеральних, i полковників з корпусами і командами, залежно від потреби і потуги супротивної".
Та оскільки чого-чого, а "потуги супротивної" завжди вистачало, то неважко припустити, що наказному гетьманові поля діяльності не бракувало. Вже наступного року після битви під Хотином козаки - мабуть-таки, під командуванням П. Жицького - здійснили похід на Молдову та Валахію. Похід видався надзвичайно вдалим, козаки повернулися з перемогою, побивши та порозвіювавши всі татарсько-турецькі загони, які пробували зупинити їх. До речі, цей похід призвів до різкого ускладнення відносин між Туреччиною та Польщею. Однак запорожці на це не зважали. У червні 1622 року великий загін козаків на ста чайках знову здійснив рейд, цього разу до берегів Кафи.
Але наказний гетьман П. Жицький цікавий для нас ще однією обставиною, яка виводить його діяльність за межі бойових дій. Важко сказати, чи здобув він якусь спеціальну освіту, але, як з'ясовується з тієї ж таки "Історії Русів", Петро Жицький був чоловіком "в архітектурі тямущим". Сагайдачний знав про це і вміло використовував його здібності та захоплення. Відомо, що гетьман України великого значення надавав формуванню національної інтелігенції, за-хисту православ'я, розвитку наук. Свого часу він сам навчався в Острозькій академії, згодом, разом з усім козацьким кошем, записався до Київського Богоявленського товариства, в якому формувалися духовні сили української нації.
Ще після свого московського походу - а може, й раніше - Сагайдачний замислив збудувати Київський братський монастир, що на Подолі. Але кому можна доручити таку делікатну справу? Звичайно ж, П. Жицькому. Під його безпосереднім керівництвом працювали архітектори й будівничі монастиря. Під його ж керівництвом та пильним наглядом споруджувалася - чи точніше було б сказати, поновлювалася - й братська школа, яка через 12 років після смерті Сагайдачного набула статусу Києво-Могилянської академії. I в усіх цих трудах Петро Жицький безпосередньо співпрацював з митрополитом Київським Петром Могилою.
Оскільки діяльність наказного гетьмана Петра Жицького тісно пов'язана з Києво-Могилянською академією, іншими культурно-духовними інститутами тогочасної України, варто було б продовжити вивчення життя цього славного лицаря, відшукати ще якісь сліди його старань. А поки що можемо сказати, що такі козацькі вожді, як П.Сагайдачний, Богдан Хмельницький, Іван Мазепа, дбали не тільки про збройну оборону рідної землі, але й про її національно-культурне відродження. Перераховуючи цих діячів, не забуваймо згадати в їх ряду і наказного гетьмана часів Сагайдачного Петра Жицького, в архітектурі так само тямущого, як і в справі військовій.